# Autobusová doprava v Integrovaném dopravním systému Jihomoravského kraje

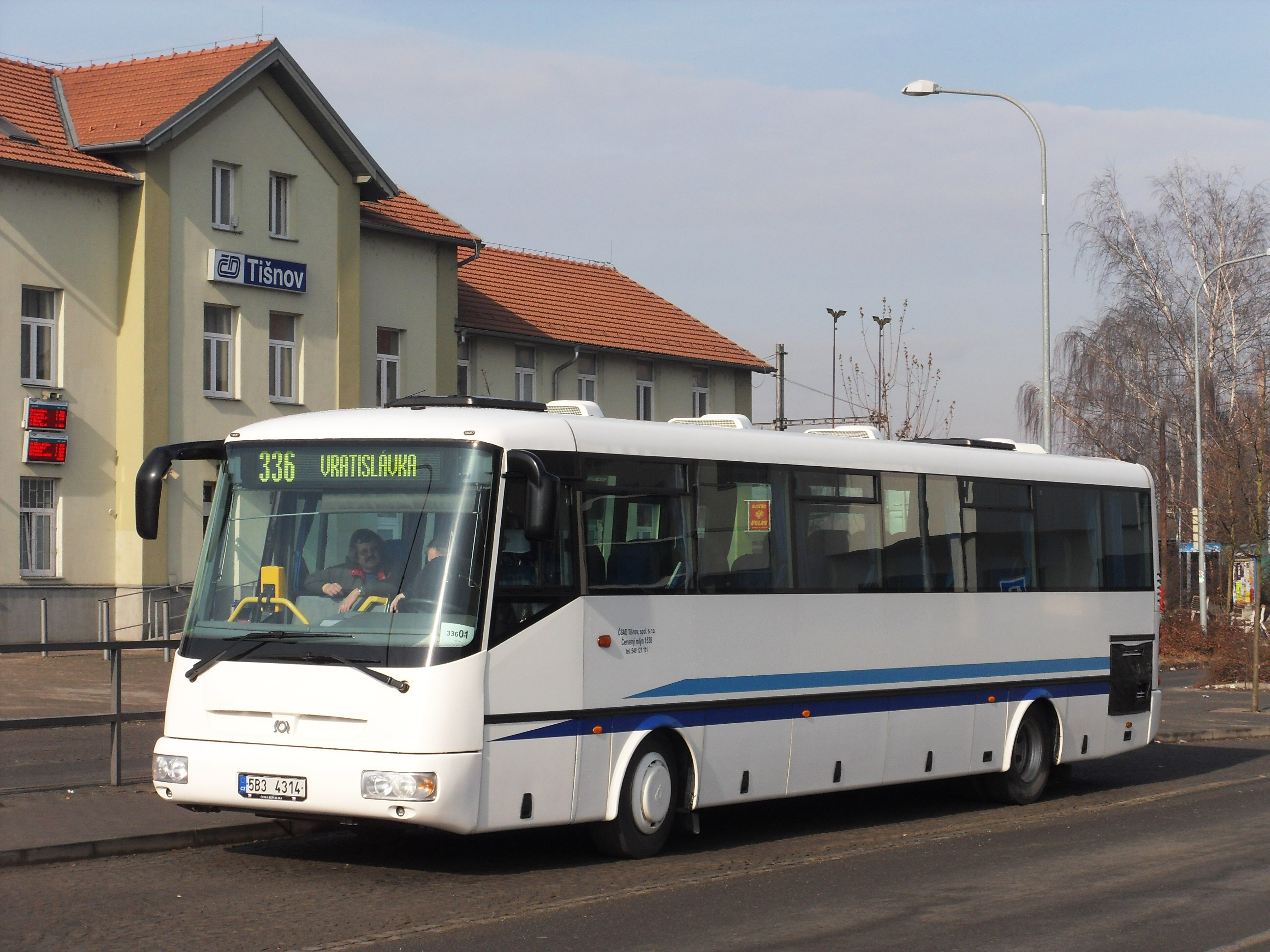
Autobus SOR C 10,5 dopravce ČSAD Tišnov na lince 336 vyjíždějící z Tišnova do Vratislávky

Autobusová doprava v Integrovaném dopravním systému Jihomoravského kraje je jednou z částí Integrovaného dopravního systému Jihomoravského kraje (IDS JMK). Integrace autobusových linek do IDS JMK probíhala v etapách v souvislosti s postupným rozšiřováním integrovaného systému do dalších oblastí. Základ IDS JMK byl vytvořen na Brněnsku a Blanensku 1. ledna 2004, poslední oblast Znojemska byla zaintegrována 1. července 2010. Kromě Jihomoravského kraje zajíždějí autobusové linky IDS JMK i do vybraných měst a obcí v okolních krajích (např. Březová nad Svitavou, Dukovany, Hluboké), na Slovensko (Skalica, Holíč) a do Rakouska (např. Laa an der Thaya, Poysdorf). Jedinou linkou MHD provozovanou zcela mimo Jihomoravský kraj a začleněnou do IDS JMK je linka 370, tvořící městskou hromadnou dopravu v Bystřici nad Pernštejnem. Regionální autobusové linky IDS JMK jsou provozovány soukromými dopravci, kteří je v pravidelných intervalech soutěží.
Městská, příměstská a regionální autobusová doprava existovala v Jihomoravském kraji samozřejmě i před 1. lednem 2004, v autobusech na jednotlivých linkách ale platil pouze tarif příslušného dopravce, jakožto jejich provozovatele, a intervaly mezi spoji nebyly obvykle nijak pravidelné, což se změnilo vznikem IDS JMK. V jednotlivých systémech městské hromadné dopravy (MHD) rovněž platily před zaintegrováním odlišné tarify.
V rámci IDS JMK jsou provozovány i částečně zaintegrované linky, kdy na území Jihomoravského kraje platí tarif IDS, ovšem pro cesty, které mají nástupní či výstupní zastávku v jiném kraji, pak platí kilometrický tarif dopravce (např. linka 424).
V lednu 2019 bylo v provozu 23 meziregionálních linek (č. 104–174) a 178 regionálních linek (č. 201–940). Dále jsou do systému IDS JMK začleněny autobusové linky MHD v osmi jihomoravských městech (Adamov, Blansko, Brno, Břeclav, Hodonín, Kyjov, Vyškov, Znojmo) a linka v Bystřici nad Pernštejnem. V Brně jsou v provozu také dvě bezplatné zvláštní linky k obchodním centrům Olympia a Avion.